# Bessica Medlar Raiche
Bessica Faith Raiche née Medlar, coneguda com Bessie Raiche, (abril de 1875 - 11 d'abril de 1932) va ser una dentista, metgessa i la primera dona aviadora nord-americana.
Raiche va ser la primera dona als Estats Units acreditada per volar en solitari en un avió.

## Biografia
Bessie Faith Medlar va néixer a l'abril de 1875 a Beloit, Wisconsin. La seva mare, Elizabeth, era de New Hampshire, i el seu pare, James B. Medlar, era de Nova York. Tenia una germana: Alice Maude Medlar (1879-?). El 1880 la família vivia a Rockford, Illinois, i ella utilitzava el nom de "Bessie F. Medler".
Raiche era una protofeminista : conduïa un automòbil i portava bóters. També va ser músic, pintora i lingüista, i va participar en la natació i el tir. El 1900 treballava com a dentista i vivia a New Hampton, New Hampshire, llogant una habitació sota el nom de Faith Medlar. En el cens de 1910, Bessie Faith, la seva mare vídua Elizabeth i la seva germana Alice Maude Medlar vivien a Swampscott, Massachusetts. Segons el cens de 1910, Bessie era metge i Alice era professor de veu (música). Bessie es va casar amb François "Frank" C. Raiche (1874-?) de New Hampshire i es van traslladar a Mineola, Nova York. Els pares de Frank eren tots dos de França.
Ella i el seu marit van construir un biplà tipus Wright a la seva sala d'estar i després el van muntar al pati. Els Raiche van construir el seu volant amb bambú i seda en lloc d'una coberta de lona més pesada utilitzada pels germans Wright. El 16 de setembre de 1910, en el seu fullet casolà a Hempstead Plains, Nova York, Raiche va fer el primer vol en avió en solitari d'una dona als Estats Units que estava acreditat per la Societat Aeronàutica d'Amèrica. Amelia Earhart no va volar fins al 1927.
El 13 d'octubre de 1910, Hudson Maxim de la Societat Aeronàutica d'Amèrica va concedir a Raiche una medalla d'or amb diamants amb la inscripció "Primera dona aviadora a Amèrica" en un sopar que la societat va celebrar en el seu honor.
Raiche i el seu marit van construir dos avions més com a part de la French-American Airplane Company. Van ser innovadors en l'ús de materials més lleugers en la construcció d'avions, inclòs l'ús de corda de piano per substituir el filferro més pesat.
El 1915 els Raiche van tenir una filla: Catherine E. Raiche (1915-1995). El 1920 els Raiche vivien a Newport Beach, Califòrnia. Bessica era metgessa, una de les primeres dones especialistes en obstetrícia i ginecologia als Estats Units, i Frank exercia com a advocat. El 1923 Bessica va exercir com a president de l'Associació Mèdica del Comtat d'Orange. El 1930 vivia a 
L'11 d'abril de 1932, Raiche va morir mentre dormia a l'illa de Balboa, Newport Beach, Califòrnia, d'un atac de cor.